# Ellens ark
|  | Denne artikel er oprettet af botten Steenthbot ud fra en ekstern database. Den kan derfor have sproglige fejl eller mangler. Denne skabelon kan fjernes efter kontrol af indholdet. |

Ellens ark er en dansk animationsfilm fra 2021 instrueret af Lowe Haak.

## Handling
Ellen har mistet sin lillebror. Han faldt ned ad trappen. Man kan dø på langt vildere måder. Men man kan også dø helt hverdagsagtigt. Man dør lige meget af den grund. Davids blod flød i lige linjer mellem fliserne, men sorgen flyder ikke i lige linjer for Ellen.